# Столярова, Насима Калимовна
Наси́ма Кали́мовна Столяро́ва (р. 17 февраля 1951) — российский государственный и политический деятель. Депутат Государственной Думы второго созыва (1995—1999), член фракции КПРФ. Депутат Государственного совета Республики Татарстан третьего созыва (2004—2009).

## Биография
В 1958 году семья переехала в д. Кабы-Копры Апастовского района Татарской АССР. В 1968—1969 годах работала учителем русского языка Тутаевской начальной школы Татарской АССР. В 1974 году окончила Казанский Государственный Университет по специальности «правоведение».
В 1974—1977 годах — помощник прокурора Килемарского района Марийской АССР. В 1977—1979 годах — адвокат Коллегии адвокатов Марийской АССР. В 1979—1982 годах — следователь Апастовского РОВД Татарской АССР. В 1982—1995 годах — переводчик и заместитель редактора по дубляжу Апастовской районной газеты «Йолдыз» («Звезда»).
Член КПСС до августа 1991 года. С 1991 года член Коммунистической партии Республики Татарстан, с 1992 года — член бюро республиканского комитета партии. Была кандидатом в члены ЦК КПРФ и членом политсовета СКП-КПСС.
В 1995 году избран депутатом Государственной Думы второго созыва по общефедеральному списку КПРФ. Вошла в состав фракции КПРФ. До 9 апреля 1997 года была членом Комитета по собственности, приватизации и хозяйственной деятельности, затем — членом Комитета по делам СНГ и связям с соотечественниками. Член Мандатной комиссии.
В 2000—2003 годах — руководитель аппарата Комиссии Государственной Думы по изучению практики применения избирательного законодательства при подготовке и проведении выборов и референдумов в Российской Федерации.
В 2004 году избрана депутатом Государственного совета Республики Татарстан третьего созыва. Вошла в состав фракции КПРФ. Член комитета по социальной политике. В ноябре 2004 года пленум рескома Татарстанского регионального отделения КПРФ исключил Столярову из партии (вместе Александром Салием и Робертом Садыковым) за участие в «альтернативном съезде» КПРФ.
В 2009 году участвовала в дополнительных выборах депутата Государственного Совета Республики Татарстан четвёртого созыва по Сайдашевскому одномандатному избирательному округу № 30. Выборы проиграла, набрав 6,12 % голосов. Победителем стал генеральный директор ЗАО «Эссен Продакшн АГ» Леонид Барышев (58,21 % голосов). В дополнительных выборах приняло участие 27638 избирателей, что составило 44,43 % от общего числа избирателей, включённых в списки.
Автор книги "Уроки нашей жизни".